# 힐관박쥐
힐관박쥐(Rhinolophus hilli)는 관박쥐과에 속하는 박쥐의 일종이다. 르완다의 토착종이다. 자연 서식지는 아열대 또는 열대 기후 지역의 습윤 산지 숲과 동굴 그리고 지하 서식지이다. 서식지 감소로 위협을 받고 있다.

## 특징
보통 크기의 박쥐로 몸길이는 92mm이고 전완장은 54.2~54.3mm이다. 꼬리 길이는 29.3mm이고 발 길이는 12.2mm, 귀 길이는 28.5mm, 몸무게는 최대 16.5g이다. 털은 상당히 길고 양털처럼 부드럽다. 몸은 대체로 짙은 갈색을 띤다.

## 생태
먹이는 곤충이다. 8월에 임신한 암컷이 포획된 기록이 있다.
40년간 포착되지 않아 멸종으로 간주되었지만, 2022년 3월에 모습을 드러냈다.

## 분포 및 서식지
르완다 서부 알버틴 지구대의 늉웨 국립공원에 포획된 2마리의 표본만이 알려져 있다. 해발 1,750m와 2,512m 사이의 산악 숲에서 서식한다.